# گاستون درون
گاستون درون (فرانسوی: Gaston Dron‎; ۱۹ مارس ۱۹۲۴ – ۲۳ اوت ۲۰۰۸) دوچرخه‌سوار اهل فرانسه بود.
وی در مسابقات کشوری و بین‌المللی در مجموع برندهٔ ۱ مدال برنز شده‌است.